# Pedro Salazar Ugarte
Pedro Salazar Ugarte (Ciudad de México, 25 de junio de 1971) es un abogado e investigador mexicano. Fue director entre 2014 y 2022 del Instituto de Investigaciones Jurídicas de la Universidad Nacional Autónoma de México (IIJ-UNAM).

## Trayectoria
Salazar es licenciado en derecho por el Instituto Tecnológico Autónomo de México (ITAM) y doctor en filosofía política por la Universidad de Turín. Como profesor imparte clases de teoría de la constitución, teoría política y derechos humanos en la Facultad de Derecho de la UNAM y ha sido profesor en otras instituciones como el ITAM, el Centro de Investigación y Desarrollo Económicos (CIDE), la Universidad de Siena y la Universidad della Valle d’Aosta.
Es investigador de tiempo completo en el IIJ-UNAM, institución de la que fue secretario académico y a la par secretario del Consejo Interno del mismo instituto de 2008 a 2010. En 2014 fue elegido para un periodo de cuatro años como director del IIJ-UNAM y fue reelecto para el periodo 2018-2022 por la Junta de Gobierno de la UNAM. También integra la Comisión de Legislación Universitaria del Consejo Universitario de la UNAM.
En 2019 participó como candidato en el proceso de elección de rector de la UNAM. Es integrante del Grupo Nacional Mexicano de la Corte Permanente de Arbitraje.

## Obras
- El Poder Ejecutivo en la Constitución mexicana. Del metaconstitucionalismo a la constelación de autonomías ( Fondo de Cultura Económica, 2017).
- Derecho y Poder. Derechos y garantías (Fontamara, 2013).
- Crítica de la mano dura: cómo enfrentar la violencia y preservar nuestras libertades (Océano, 2012)
- La democracia constitucional: una radiografía teórica (IIJ-UNAM, 2006)

## Premios y reconocimientos
- Miembro del Sistema Nacional de Investigadores de México, nivel III.[1]
- Medalla al Mérito Académico del ITAM, 2011.